# Marquesado de Valdeflores
El Marquesado de Valdeflores es un título nobiliario español creado, mediante Real Decreto por Carlos III el 25 de mayo de 1764 a título póstumo para Francisco Pascual Zacarías Velázquez de Angulo Rentero y Carrillo, XI Señor de Valdeflores y de Sierra Blanca (éste en Asturias). No se llegó a otorgar el Real Despacho, aunque se le considera primer marqués.
El Real Despacho lo otorgó el rey Fernando VII el 22 de marzo de 1819 a la nieta del primer marqués, María de la Concepción de Velázquez y Witemberg, a quien ya se consideraba quinta marquesa de Valdeflores.

## Marqueses de Valdeflores
|                         | Titular                                                | Periodo                 |
| Creación por Carlos III | Creación por Carlos III                                | Creación por Carlos III |
| ----------------------- | ------------------------------------------------------ | ----------------------- |
| I                       | Francisco Pascual Velázquez de Angulo                  | 1764-                   |
| II                      | Luis José Velázquez de Angulo y Cruzado                | ? -1772                 |
| III                     | Carlos Velázquez de Angulo y Cruzado                   | 1772-1791               |
| IV                      | Francisco Velázquez de Angulo y Cruzado                | 1791-1801               |
| V                       | María de la Concepción Velázquez de Angulo y Witemberg |                         |
| VI                      | Antonio Rubio Velázquez                                |                         |
| VII                     | Antonio María Rubio y Góngora de Armenta               | ? -1928                 |
| VIII                    | José María Rubio                                       | 1928- ?                 |
| IX                      | Manuel Marcelino Rubio Courtoy                         | ? -1966                 |
| X                       | Francisco de Borja Rubio y d'Hyver de Juillac          | 1988-actual titular     |

## Historia de los Marqueses de Valdeflores
- Francisco Pascual Zacarías Velázquez de Angulo Rentero y Carrillo (Málaga, 17-03-1758), I marqués de Valdeflores (a título póstumo), XI Señor de Valdeflores y de Sierra Blanca ( éste en Asturias). enterrado en la capilla del convento de San Pedro de Alcántara (Málaga). No se llegó a otorgar el Real Despacho, aunque se le considera primer marqués.

1. Casó con Margarita Ana Angústias Cruzado y Witemberg. Le sucedió su hijo

- Luis José Velázquez de Angulo y Cruzado (1722-1772), II marqués de Valdeflores, XII Señor de Valdeflores, Académico de la Historia (en 1751),[2] sacerdote, ingresó en la Compañía de Jesús, perteneció como hermano Noble a la Cofradía de la Esclavitud del santísimo sacramento de Málaga. Murió soltero y está enterrado en el mismo convento que su padre. Le sucedió su hermano:

- José Velázquez de Angulo y Cruzado (n. en Málaga y fallecido en 1812). Soltero. Sacerdote. Jesuita. Sin descendientes. Le sucedió, por cesión, su hermano:
- Carlos Velázquez de Angulo y Cruzado (fallecido en 1791), III marqués de Valdeflores. Soltero. Sin descendientes. Le sucedió en el Mayorazgo, su hermano:

- Manuel Velázquez de Angulo y Cruzado (fallecido en 1806), sacerdote. Enterrado en el mismo convento. Fue su hermano:
- Francisco Velázquez de Angulo y Cruzado (1738-1801), IV marqués de Valdeflores.

1. Casó con Juana Witemberg y Cetrina. tuvieron por única hija a:

- María de la Concepción Velázquez de Angulo y Witemberg (nacida en 1789), V marquesa de Valdeflores,(usó el nombre de Velázquez de Velasco y Witemberg), "vizcondesa de Sierra Blanca". Única nieta del I marqués.

Se le expidió el Real Despacho el 25 de mayo de 1819 por Fernando VII. Considerada como quinta marquesa, aunque legalmente sería la primera marquesa, ya que ni su abuelo, ni su padre, ni ninguno de sus tíos había obtenido el Real despacho. Ésta sería la fecha oficial de concesión del título, aunque se admite la fecha del Real Decreto.
1. Casó con Antonio Rubio Benítez de Tena. Le sucedió su hijo:

- Antonio Rubio Velázquez (n. en 1811), VI marqués de Valdeflores.

1. Casó con su tía Sebastiana Benítez de Tena. Le sucedió:

- Antonio María Rubio y Góngora de Armenta (fallecido en 1928). VII marqués de Valdeflores. Le sucedió su hijo:

- José María Rubio, VIII marqués de Valdeflores. Le sucedió su hijo:

- Manuel Marcelino Rubio Courtoy (1916-1988), IX marqués de Valdeflores, (desde 25 de febrero de 1966).

1. Casó con Pía d'Hyver y Rincón-Gallardo de Juillac. Le sucedió su hijo:

- Francisco de Borja Rubio y d'Hyver de Juillac (n. en 1943), X marqués de Valdeflores (desde 3 de octubre de 1988). Actual marqués de Valdeflores.

Sus hijos son:
1. Elena Rubio y Riboust (n. en París el 25 de agosto de 1968).
2. Francisco de Borja Rubio y Riboust (n. en París el 3 de octubre de 1970, fallecido el 7 de abril de 1993).
3. Álvaro Rubio y Riboust (nacido en San Sebastián el 22 de septiembre de 1973).